# The Funeral Album
The Funeral Album – ósmy i ostatni album fińskiego zespołu metalowego Sentenced, wydany w maju 2005 roku przez wytwórnię Century Media Records. 

## Twórcy
- Ville Laihiala – śpiew
- Miika Tenkula – gitara
- Sami Lopakka – gitara
- Sami Kukkohovi – gitara basowa
- Vesa Ranta – perkusja

## Lista utworów
| Nr  | Tytuł utworu                                      | Słowa          | Muzyka        | Długość |
| --- | ------------------------------------------------- | -------------- | ------------- | ------- |
| 1.  | „May Today Become the Day”                        | Sami Lopakka   | Miika Tenkula | 4:00    |
| 2.  | „Ever-Frost”                                      | Lopakka        | Tenkula       | 4:18    |
| 3.  | „We Are But Falling Leaves”                       | Lopakka        | Tenkula       | 4:28    |
| 4.  | „Her Last 5 Minutes”                              | Lopakka        | Lopakka       | 5:40    |
| 5.  | „Where Waters Fall Frozen” (utwór instrumentalny) |                | Sentenced     | 0:58    |
| 6.  | „Despair-Ridden Hearts”                           | Lopakka        | Tenkula       | 3:40    |
| 7.  | „Vengeance Is Mine”                               | Lopakka        | Tenkula       | 4:15    |
| 8.  | „A Long Way to Nowhere”                           | Lopakka        | Tenkula       | 3:26    |
| 9.  | „Consider Us Dead”                                | Ville Laihiala | Laihiala      | 4:51    |
| 10. | „Lower the Flags”                                 | Lopakka        | Tenkula       | 3:34    |
| 11. | „Drain Me”                                        | Laihiala       | Laihiala      | 4:33    |
| 12. | „Karu” (utwór instrumentalny)                     |                | Tenkula       | 1:03    |
| 13. | „End of the Road”                                 | Lopakka        | Tenkula       | 5:00    |
|     |                                                   |                |               | 49:46   |